# Бердигалиев, Катимолла Жангирович
Катимолла Жангирович Бердигалиев (29 февраля 1952; село Теренкол, Казталовский район, Западно-Казахстанская область, Казахская ССР, СССР) — казахский акын и жырау, традиционный певец, музыкальный педагог. Заслуженный деятель Республики Казахстан (2010). Заслуженный работник культуры Казахской ССР (1989).

## Биография
Катимолла Жангирович Бердигалиев Родился 29 февраля 1952 года в селе Теренколь Казталовского района Западно-Казахстанской области в семье чабанов.
В 1969 году Хатимолла поступил в Уральское Государственное музыкальное училище им.Курмангазы в отделение по подготовке певцов.
В 1975 году Окончил класс А.Ф.Муравьевой.
Трудовую деятельность начал в 1975 году. Работала учителем в средней школе им.Оразбаева, музыкальным руководителем детского сада, методистом районного Дома культуры.
В 1991 году перешел на педагогическую работу в музыкальный колледж им.Курмангазы г. Уральска.
С 2007 года — солист областной филармонии имени Гарифоллы Курмангалиева г. Уральска.

## Творчество
Катимолла певец широкого диапазона, жыршы-термеши, поэт-импровизатор. Он обладает природным талантом, сочетающим сложную и трудную песенную традицию и особенности классического песенного искусства.
Многократный лауреат всесоюзных, республиканских, международных конкурсов, известный в России, Монголии, Кыргызстане, Узбекистане.
В репертуаре более трехсот казахских народных песен, батыров, базара, Кашагана, Терме жырау, Мухита, Гарифоллы, и песни народных композиторов.
Призер международного айтыса акынов в 1989 году в г. Алматы.
С 1990 по 1991 годы — Призер республиканского айтыса акынов в городах Алматы и Актобе.
В 1992 году стала обладателем Гран-при республиканского айтыса, посвященного юбилею Есет батыра.
В 1991 году в музыкальном колледже им. Курмангазы открыл первый класс Мухита. Ученики-лауреаты областных, республиканских конкурсов.
В Золотом фонде Казахского радио сохранились специальные программы об искусстве Катимоллы Бердигалиева и 83 песни, написанные в «продюсерском центре ЕЛ».
На диске «Қазақтың 1000 әні», выпущенном Министерством культуры при поддержке Президента Республики Казахстан, внесено 10 песен.

## Награды и звания
- 1982 — Награждён Почетной грамотой Министерства образования Казахской ССР
- 1986 — Бронзовая медаль ВДНХ СССР
- 1989 — Указом Верховного Президиума Казахской ССР награждён почетным званием «Заслуженный работник культуры Казахской ССР»
- 2001 — Награждён Почетной грамотой Первого Президента Республики Казахстан.
- 2010 — Указом Президента Республики Казахстан от 7 декабря 2010 года награждён почетным званием «Заслуженный деятель Республики Казахстан»[1]
- 2018 — Медаль «20 лет Астане»;
- 2018 — Указом Президента Республики Казахстан от 5 декабря 2018 года награждён орденом «Парасат» За заслуги в казахском традиционном песенном искусстве и педагогическую работу в народной музыке.[2]